# HMCS Giffard (K402)
HMCS Giffard (K402) je bila korveta izboljšanega razreda Flower, ki je med drugo svetovno vojno plula pod zastavo Kraljeve kanadske vojne mornarice.

## Zgodovina
Kraljeva vojna mornarica je korveto HMS Buddleia (K402) predala Kanadi, ki jo je imela v lasti, dokler je niso oktobra 1952 razrezal.